# ソーライス
ソーライスとは「ソース・ライス」の略で、ウスターソースを米飯にかけた食べ物のことである。「ソーライ」とも呼ばれた。

## 概要
発祥は阪急百貨店うめだ本店（1929年（昭和4年）開業）の大食堂である。
そもそも同食堂の人気メニューはライスカレーで、客はこれにウスターソースをたっぷり掛けて食べるのが常だった。ところが昭和恐慌のあおりで、ライスカレーではなく、より安い5銭のライスだけを注文し、テーブル据え付けのウスターソースを掛けて食べる客が増えた。このことは百貨店内部で問題視され、上層部がそういった客を締め出す目的でライスのみの注文禁止を決定して他店舗も賛同し、徹底させる事態となった。しかし、阪急社長の小林一三は、逆にこれを歓迎する姿勢を打ち出し、「ライスだけのお客様を歓迎します」という貼り紙まで出させた。
従業員の中にはこの対応に疑問を持つ者や店の売り上げを無視した小林の姿勢に反発する者も少なくなかったが、小林は「確かに彼らは今は貧乏だ。しかしやがて結婚して子どもを産む。そのときここで楽しく食事をしたことを思い出し、家族を連れてまた来てくれるだろう」と言って諭したという。こうして「ソーライス」は阪急百貨店大食堂の堂々たる「裏メニュー」となり、広く知られるようになった。後年、関西の財界人の間では「阪急食堂でよくソーライ食ったな！」というのが、共通の昔話となったという。後に景気が持ち直してからも、以前にソーライスで飢えを凌いだ人達が敢えてソーライスを注文し、当時の御礼の意味も込めて、高額のチップを食器や食券の下にそっと置いていくという事態が後を絶たず、逆の意味で従業員が悲鳴を上げる事になったという。
花森安治は、小林の「タネから客を作って育てる仕事」の一例として以下のように書いている。
……阪急百貨店が開店した直後、昭和5年、昭和6年は、濱口内閣の緊縮政策で、日本は不景気のどん底にたたきこまれていた。（中略）下級サラリーマンは、昼飯代にも事欠くありさまだったが、（中略）目をつけたのが、デパートの食堂のライスである。あれは五銭で、しかも傍に福神漬など、ちょっとついている。ソースでもぶっかけてくえば、（中略）腹の虫も満足する。というわけで、ビル街の昼飯どきはデパートの食堂で、この「ライスだけ」というのが大いに流行した。音をあげたのは、百貨店のほうである。（中略）ある日のこと、（中略）「ライスだけのご注文はご遠慮くださいマセ」といった貼り紙が出ていたのである。（中略）すると、翌日の新聞に、阪急百貨店の広告が、どかんと出た。「当店はライスだけのお客さまを、喜んで歓迎いたします。」小林一三は、その当座、昼飯時には、必ず食堂にいた。そして、ライスだけのお客には、とくに指示して、福神漬をたっぷりつけ、客席をまわって、そういう客には、じつにあったかい笑顔で、いちいち頭を下げてまわった……。
また旧制浪速高校の生徒は、ストームに出かける前に阪急百貨店の食堂で「ソーライ」を食べる習慣があったという。同校出身の庭山慶一郎も、学校帰りに空腹になると阪急百貨店で「ソーライ」を食べていた。